# Баша, Люльзим
Люльзим Баша (алб. Lulzim Basha; род. 12 июня 1974, Тирана) — албанский политик, занимал должность мэра Тираны, столицы Албании, с 2011 по 2015 годы. Он также является лидером Демократической партии, главной оппозиционной партии, с 2013 года.
До избрания мэром Тираны, Баша был дважды избран членом парламента, представлял Тирану (2005—2009) и Эльбасан (2009—2011). В этот период он занимал посты министра общественных работ, транспорта и телекоммуникаций (2005—2007), министра иностранных дел (2007—2009), и министра внутренних дел (2009—2011).